# Pays-Bas au Concours Eurovision de la chanson 1958
Les Pays-Bas ont participé au Concours Eurovision de la chanson 1958, alors appelé le Grand prix Eurovision de la chanson européenne 1958, à Hilversum, aux Pays-Bas. C'est la 3e participation néerlandaise au Concours Eurovision de la chanson.
Le pays est représenté par Corry Brokken et la chanson Heel de wereld, sélectionnées par la Nederlandse Televisie Stichting (NTS).

## Sélection

### Nationaal Songfestival 1958
Le radiodiffuseur néerlandais, la Nederlandse Televisie Stichting (NTS) — « Fondation de télévision néerlandaise », le prédécesseur de la Nederlandse Omroep Stichting (NOS) —, organise l'édition 1958 du Nationaal Songfestival (nl) pour sélectionner l'artiste et la chanson représentant les Pays-Bas au Concours Eurovision de la chanson 1958.
Le Nationaal Songfestival 1958, présenté par Tanja Koen (nl), a eu lieu le 11 février 1958 au studio 1 de l'Algemene Vereniging Radio Omroep à Hilversum. Corry Brokken, participante à cette finale nationale, a déjà représenté les Pays-Bas en 1956 et 1957.
Lors de cette sélection, c'est Corry Brokken et la chanson Heel de wereld, écrite et composée par Benny Vreden (nl), qui furent choisies. Les nombres de points ont été perdus pour six des onze chansons.

#### Finale
| Ordre | Interprète                | Chanson                   | Traduction                  | Points | Place |
| ----- | ------------------------- | ------------------------- | --------------------------- | ------ | ----- |
| 1     | Greetje Kauffeld          | Stewardess                | Hôtesse                     | 3 733  | 3     |
| 2     | Willy Alberti             | Met elke lach van jou     | Avec chacun de tes sourires | -      | 9     |
| 3     | Rita Reys                 | Een verlicht raam         | Une fenêtre illuminée       | -      | 11    |
| 4     | Bruce Low                 | Wiegelied voor Marjolein  | La berceuse pour Marjolaine | 2 350  | 4     |
| 5     | Corry Brokken             | Weet je                   | Tu sais                     | 4 036  | 2     |
| 6     | Anneke van der Graaf (nl) | Lentedag                  | Jour du printemps           | -      | 8     |
| 7     | Rita Reys                 | De warmte van je hart     | La chaleur de ton cœur      | -      | 6     |
| 8     | Willy Alberti             | Marjan                    | -                           | -      | 7     |
| 9     | Greetje Kauffeld          | Een afscheid zonder meer  | Un au revoir sans plus      | 1 049  | 5     |
| 10    | Bruce Low                 | Neem dat maar aan van mij | Prends-le pour moi          | -      | 10    |
| 11    | Corry Brokken             | Heel de wereld            | Le monde entier             | 8 148  | 1     |

## À l'Eurovision
Chaque pays avait un jury de dix personnes. Chaque membre du jury pouvait donner un point à sa chanson préférée.

### Points attribués par les Pays-Bas
| 6 points | Suisse          |
| 2 points | Suède           |
| 1 point  | Danemark Italie |

### Points attribués aux Pays-Bas
| 10 points | 9 points | 8 points | 7 points | 6 points |
| --------- | -------- | -------- | -------- | -------- |
|           |          |          |          |          |
| 5 points  | 4 points | 3 points | 2 points | 1 point  |
|           |          |          |          | - Suisse |

Corry Brokken interprète Heel de wereld en 2e position, après l'Italie et avant la France. Au terme du vote final, les Pays-Bas terminent 9e et derniers, ex æquo avec le Luxembourg, sur 10 pays avec un seul point de la part du jury suisse.